# Burgbach (Große Krems)
Der Burgbach fließt auf dem Gebiet der Gemeinde Bad Traunstein im Bezirk Zwettl in Niederösterreich und liegt im Quellgebiet der Großen Krems. Er mündet auf dem Gemeindegebiet von Ottenschlag, Katastralgemeinde Neuhof in die Große Krems.